# Зона збігу

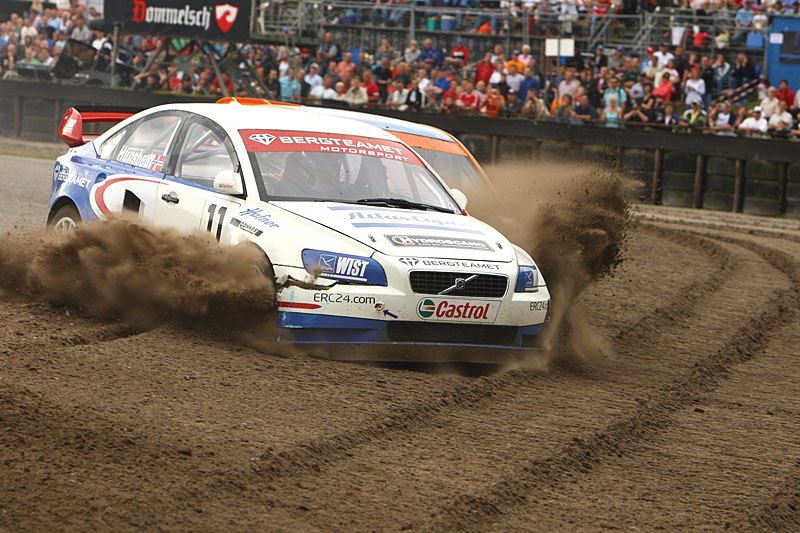
Гравій або пісок гальмує транспортний засіб в зоні збігу

Зона збігу (англ. Run-off area) — це зона на гоночній трасі для автоспорту, яка використовується для безпеки гонщиків. Зони збігу зазвичай розташовані вздовж автодрому, де гонщики, швидше за все, ненавмисно відхиляться від встановленого курсу. Існують різні типи ділянок для збігу, як-от гравійна пастка чи пісок. Зони збігу є альтернативою огорожам.

## Визначення

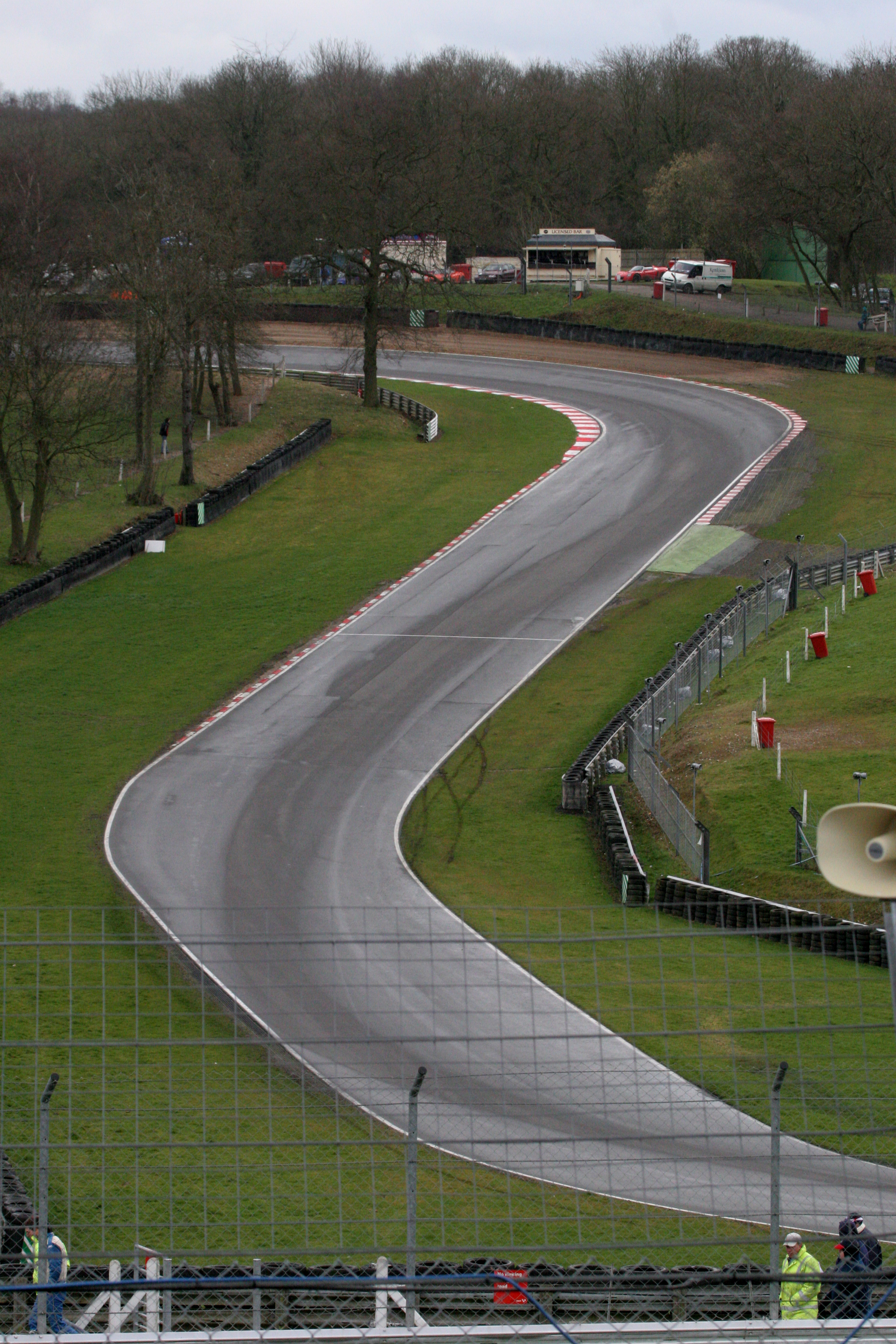
На гоночних трасах чорні смуги гуми на асфальті від попередніх автомобілів часто вказують на гоночну лінію.

У автоспортивних гонках існує поняття, яке називається гоночна лінія. Вона визначається в нестандартних термінах як оптимальний шлях на самій гоночної трасі, який дозволить гонщику завершити коло за найменший можливий час з найвищою можливою середньою швидкістю. Гоночна лінія є функцією планування траси та комбінації можливостей певного типу гоночного транспортного засобу (наприклад, автомобіль проти мотоцикла), а також фізики автоперегонів.
Оскільки фізика безпосередньо, задіяна в автоспортивних заходах, яка рухає гоночні транспортні засоби певним шляхом, і оскільки гонщики прагнуть працювати з силами, що діють на транспортний засіб, і змінюють курс, не стикаючись раптово з силами, що діють на транспортний засіб, їх розташування у певних точках уздовж шляху можна передбачити та екстраполювати їхній курс напрямку. Як наслідок, у місцях, де транспортний засіб, швидше за все, з'їде з курсу (тобто за зовнішнім кутом, а не вздовж прямолінійного), дизайнери курсу розмістять зону збігу.